# Danmyé
 (février 2014).
Si vous disposez d'ouvrages ou d'articles de référence ou si vous connaissez des sites web de qualité traitant du thème abordé ici, merci de compléter l'article en donnant les références utiles à sa vérifiabilité et en les liant à la section « Notes et références ».
Le Danmyé ou Ladja est un art martial martiniquais qui s’apparente à la Capoeira brésilienne et à d'autres formes présentes dans différentes îles (Guadeloupe, Haïti, Jamaïque). Il est aussi connu sous d'autres appellations (Kokoyé, Wonpwen) ou orthographes (Ag'ya) et désigne aujourd'hui une pratique guerrière opposant deux pratiquants (danmyétè, majo ou jwa) dans un rond (won) formé par les supporters (atlaj) et l'assistance, et régulée par un orchestre (mizik-la).
L'orchestre est habituellement composé d'un tambour (tambou), joué à deux sur la peau et le corps (ti-bwa), et accompagné de chants, parfois improvisés, et de claquements de main modulés. Cette musique est directement reliée à celle des danses Kalennda-Bèlè.
Une des caractéristiques du Danmyé porte sur l'utilisation de la ruse pour tromper l'adversaire.

## Origines
Les origines sont controversées, même si les auteurs sont d'accord qu'elles se trouvent en Afrique et amenées par les esclaves, transitant par l'île de Gorée, au Sénégal. Certains auteurs les situent dans ce pays, d'autres au Bénin, voire comme le résultat d'un syncrétisme à Gorée.
Par la suite, des apports ont sans doute été ajoutés, en s'inspirant des traditions venant des régions d'origine des immigrants, Europe (gestuelle de la danse, notamment des emprunts à l'église catholique) et Inde (Kalarippayatt) notamment.
La pratique a été fortement réprimée au moment de la départementalisation (1948), de nombreux arrêtés municipaux l'ayant interdite. À l'époque, certains combats étaient réels, finissant parfois en règlements de compte, voire en rixes armées.
Un nouvel essor se produit par étapes depuis les années 80. L'accent est alors mis sur le patrimoine culturel et la dimension sportive.

## Étiquette
- Chant de ralliement (hymne) : Manmay-la, mété difé.

- Devise : Lespri, lafos épi kouraj (l'esprit, la force et le courage).

- Dikanman (tenue): bas noir et haut rouge pour les élèves (apranti), bas rouge et haut noir pour les maîtres (djoubaka), bas noir et haut libre pour les compétitions (katel).

- Djouba : le madras, sur lequel on coud deux larges bandes de la couleur du djouba.

- Emblème : l'oiseau colibri debout au milieu du cercle symbolisant à la fois le cercle d'énergie (won danmyéa) et le tambour.

- Alélawonn et monté matjé tanbou-a : avant le combat, courir, marcher ou sauter en cadence, en décrivant un cercle pour délimiter l'espace de combat. Puis s'échauffer, communiquer et communier avec l'entourage, aller s'imprégner de la musique danmyé, capter le maximum d'énergie en circulation et parvenir à la plus grande concentration possible.

- Lonè-respé (respect, salut): salut au début et à la fin de l'entraînement, au tambour (se fait au moment du “monté o tanbou”), à l'arbitre (koumandè) et au partenaire de combat (poignée de main), à lawonn (salut général de tous les danmyétè réalisé au début du combat, face au tambour)[6].

### Principes

#### Positions
Il existe trois positions de combat :
- Pozisyon kò doubout : posture debout

- Pozisyon kò ba : posture basse

- Pozisyon kò ba atè : posture très basse

#### Stratégies
Il existe deux principes stratégiques, chacune déclinée en trois tactiques :
- Alé chèché moun-an : Aller chercher l'adversaire. En attaque (atak) , c'est le danmyétè qui à l'initiative du combat. L'attaque peut se faire avec des taktik atann moun-lan ni an féblès pou antré ataké’y, kréyé an féblès kay moun-lan san kontak pou antré ataké’y, kréyé an féblès kay moun-lan épi kontak pou ou antré ataké’y.

- Atann ou Mennen moun-lan vini : Attendre ou Attirer l'adversaire. En contre-attaque (kontatak), le danmyétè réagit à l'attaque de son adversaire. La contre-attaque s'appuie sur des taktik mennen oubien atann moun-lan vini ataké pou kontataké an pran-douvan, mennen oubien atann moun-lan vini ataké pou kontataké apré atak moun-lan, mennen oubien atann moun-lan vini ataké pou kontataké an menm tan.

### Techniques

#### Coups
Les coups ont pour fonction pour affaiblir l'adversaire, de le mettre KO, ou de désorganiser son combat. Aujourd'hui, les coups peuvent être portés (on touche l'adversaire), mais pas appuyés (pour ne pas le blesser). Dans le passé, il existait un combat des initiés, où tous les coups étaient permis. Ils sont regroupés en fonction de la partie du corps portant le coup:
- kou épi lanmen ou Kou pwen : coup de poing. Les coups peuvent être portés avec les différentes parties de la main (do, plat, kan, pwent) qui peut être fermée (tjok), ouverte (kan, djouk, gojèt). Les coups peuvent être portés avec une main, les deux en même temps. On distingue 4 grandes familles de coups de poing : défonsé - dépayé - rabat - palaviré ouvè / fèmen.

- kou épi koud: coup de coude.

- kout pié : coup de pied. Les coups peuvent être portés avec les différentes parties du pied (do, plat, kan, talon). On compte 9 familles de coups de pied : alawonn - balé - défonsé - dématé - dépayé - dékoupé - vach - vanté - rabat.

- kou épi jounou: coup de genou.

Certains coups sont interdits en compétition.

#### Lutte
Les différentes techniques de lutte permettent de déséquilibrer ou projeter son adversaire. Pour lutter il est nécessaire d'avoir au moins une saisie (tjenbé), une technique de projection et une technique d'immobilisation. On distingue deux grandes stratégies de lutte :
- Lité an fòs: lutter en force, où le danmyétè utilise sa propre force pour mettre en échec son adversaire.

- Lité an déviyasyon: lutter en déviation, où le danmyétè utilise la force de son adversaire pour le projeter ou le déséquilibrer.

#### Autres techniques
- L'esquive (eskiv) permet d'éviter les coups de l'adversaire.
- Le blocage (blokaj) permet de bloquer les coups de son adversaire. On distingue les blokaj épi kontak et blokaj san kontak.
- L'immobilisation (kakan). On distingue les kakan pijé, les kakan kasé, une combinaison des deux avec les kakan kasé-pijé.